# Bahnhof Groß Gerau-Dornberg
Der Bahnhof Groß Gerau-Dornberg ist mit insgesamt fünf Bahnsteiggleisen der größte und zugleich wichtigste Bahnhof der hessischen Kreisstadt Groß-Gerau. Er liegt im Stadtteil Dornberg an Streckenkilometer 54,5 der von Frankfurt am Main nach Mannheim führenden Riedbahn. Täglich halten hier 85 Züge und 2750 Fahrgästen nutzen ihn, darunter viele Schüler.

## Name
Ursprünglich trug der Bahnhof die Bezeichnung Dornberg-Groß Gerau. Zum 1. Mai 1933 wurde er in Groß Gerau-Dornberg umbenannt. Die „Falschschreibung“ des Namensbestandteils „Groß Gerau“ ohne Bindestrich gründet auf den preußischen Rechtschreibregeln zu Anfang des 20. Jahrhunderts. Die Preußisch-Hessischen Staatseisenbahnen verwendeten die preußischen Rechtschreibregeln, auch auf dem Gebiet des Großherzogtums Hessen.

## Lage
Der Dornberger Bahnhof liegt ein Stück südöstlich der Kernstadt Groß-Gerau, abgesetzt in einem Gewerbegebiet. Seine Adresse lautet Darmstädter Straße 96.

## Geschichte
Im 19. Jahrhundert begann auch im damals noch selbstständigen Dornberg die Industrialisierung. Bedingt durch den Anschluss an die Hessische Ludwigsbahn mit ihrer Strecke Frankfurt am Main–Mannheim im Jahr 1879 (Riedbahn) konnte sich ein vielfältiges Gewerbeleben im Bahnhofsbereich entwickeln.
1905 erhielt der Bahnhof ein neues Empfangsgebäude. Es ist seit 2000 für Fahrgäste geschlossen. Ebenfalls 1905 wurde der Bahnhof mit dem Bahnhof Groß Gerau durch einen „Fernsprecher“ verbunden.
Bei einem im Jahre 1999 durchgeführten Test, in dem der Verkehrsclub Deutschland (VCD), der Fahrgastverband Pro Bahn und die Verbraucherzentrale Hessen 27 Bahnhöfe in Hessen prüften, schnitt Dornberg am schlechtesten ab. Nach einem 2005 von der Frankfurter Rundschau (FR) durchgeführten Bahnhofstest hatte sich nicht viel verändert.
Zwischen 2009 und 2012 wurde der Dornberger Bahnhof für rund 6,7 Mio. € grundlegend modernisiert. Neben der Modernisierung der beiden Mittelbahnsteige (der Hausbahnsteig wird nicht genutzt) und der Personenunterführung wurden auch die beiden Vorplätze auf der Ost- und auf der Westseite einschließlich der dortigen Bussteige sowie die P+R-Anlage auf der Ostseite des Bahnhofs mit Anschluss an die Personenunterführung komplett barrierefrei gestaltet. Außerdem wurden Aufzüge zu den beiden Mittelbahnsteigen installiert.

### Ausblick
Im Rahmen der Generalsanierung der Riedbahn wurde der Bahnsteig 1 im 2. Halbjahr 2024 neu errichtet. Ferner sind die Verbindungskurven im bzw. am Bahnhof Teil der Generalsanierung der Riedbahn. Die bisherigen H/V-Signale wurden weitgehend durch Ks-Signale ersetzt, die Blockteilung dabei insgesamt verdichtet und die Möglichkeit genutzt, bei verkürzten Signalabständen zunächst mit verminderter Geschwindigkeit (z. B. 40 km/h) zu fahren. Während zuvor nur die durchgehenden Hauptgleise der Riedbahn mit Linienförmiger Zugbeeinflussung ausgerüstet waren, wird nun ein Großteil des Bahnhofs mit ETCS Level 2 ausgerüstet. Die bisherigen südlichen Ausfahrsignale (als Hauptsignale ohne Vorsignal) wurden durch Ks-Mehrabschnittssignale als Zwischensignale ersetzt, zusätzlich zwei Ausfahrsignale in das Gegengleis Richtung Mannheim ergänzt und ein bisheriges Vr-Vorsignal vom Gegengleis aus Mannheim durch ein Ks-Mehrabschnittssignal ersetzt. Somit werden dichtere und flexiblere Zugfolgen ermöglicht. Diverse Weichen im Bahnhof wurden erneuert und erhielten dabei auch bewegliche Herzstücke. Südlich und nördlich des Bahnhofs (Streckenkilometer 50 und 58) entstehen zwei Überleitstellen mit jeweils vier im Zweiggleis mit 100 km/h befahrbaren Weichen.
Auf den Verbindungskurven wurden neben neuen Ks-Signalen auch einzelne neue H/V-Signale aufgestellt. Beide Verbindungskurven sind seit der Sanierung 2024 im signalisierten Gleiswechselbetrieb befahrbar (zuvor teils nur mit Vorsignal- und Trapeztafel); die zulässige Geschwindigkeit auf der westlichen Verbindungskurve wurde von bislang weitgehend 70 bis 100 km/h auf weitgehend 80 km/h angepasst.
Im dritten Gutachterentwurf des Deutschlandtakts ist eine „zweigleisiger Ausbau Groß-Gerau-Dornberg–Klein-Gerau Eichmühle“ unterstellt. Dafür sind, zum Preisstand von 2015, Investitionen von 10 Millionen Euro vorgesehen.

## Infrastruktur

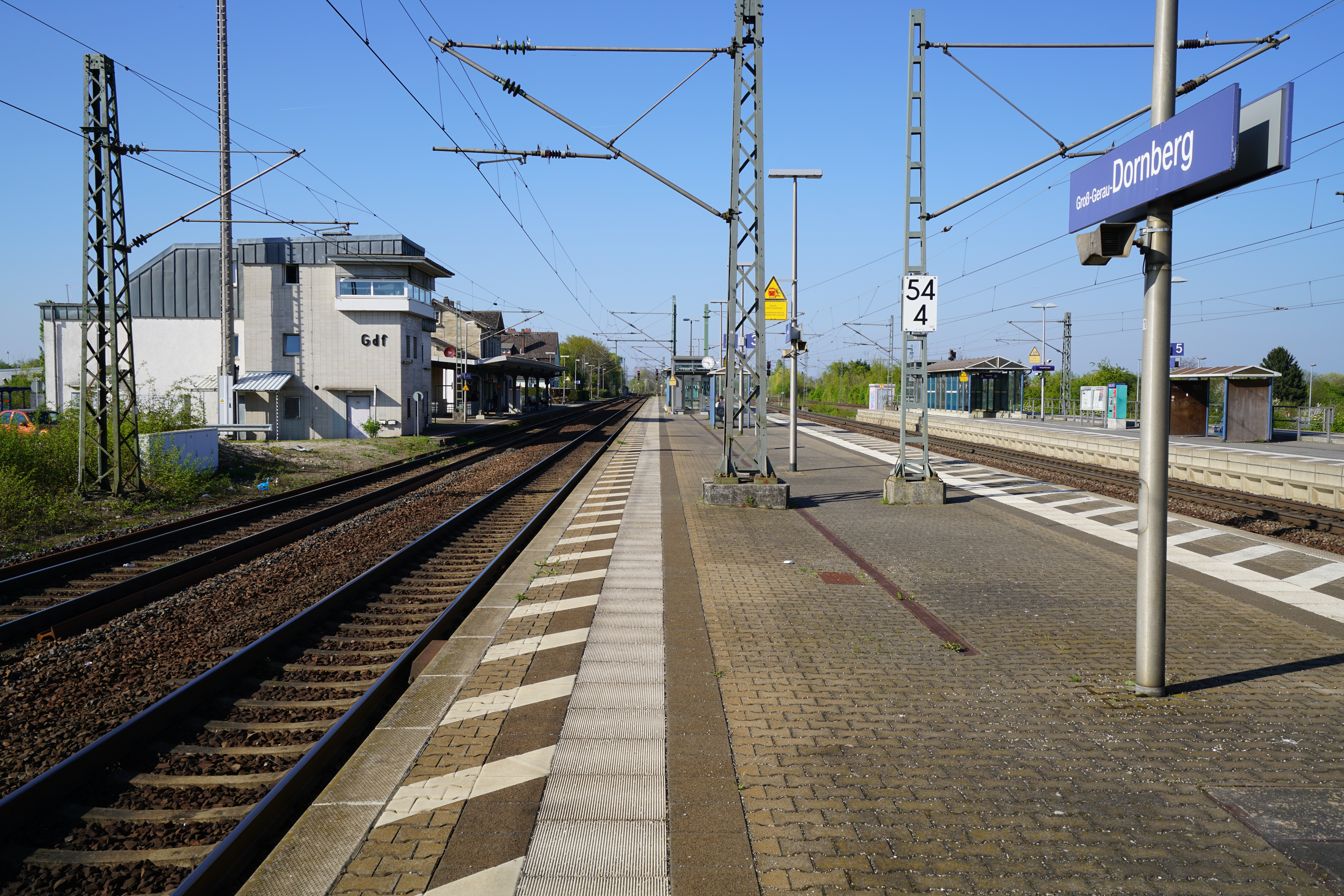
Bahnsteige des Bahnhofs Groß Gerau-Dornberg

### Gleis- und Bahnsteiganlagen
Der Bahnhof verfügt über fünf Bahnsteiggleise, die über einen Hausbahnsteig an Gleis 1 und je einen Inselbahnsteig an den Gleisen 2 und 3 sowie 4 und 5 erreichbar sind. Bis auf den Hausbahnsteig werden alle Gleise im Regelverkehr genutzt. Der Hausbahnsteig liegt an dem Gleis der Verbindungskurve von Mainz, über das kein planmäßiger Personenverkehr führt.
Südlich des Empfangsgebäudes (in Fahrtrichtung Mannheim) befinden sich zusätzliche Gütergleise, die kurz vor dem Empfangsgebäude als Stumpfgleise mit Prellböcken enden.
Zwischen der Riedbahn und der Rhein-Main-Bahn (Mainz–Darmstadt–Aschaffenburg) existieren zwei Verbindungskurven in den Relationen Mannheim–Mainz und Mannheim–Darmstadt. Beide spielen im Güterverkehr eine Rolle. Auf der Verbindungskurve Mannheim–Mainz besteht zwischen den beiden Groß Gerauer Bahnhöfen, Groß Gerau-Dornberg und Groß Gerau (an der Rhein-Main-Bahn), seit vielen Jahren kein Personenverkehr mehr.

### Gebäude
Neben dem für Fahrgäste nicht mehr nutzbaren Empfangsgebäude gibt es auf dem Bahnsteig zu Gleis 1 in einem Büdchen einen Kiosk und eine Gaststätte, die verpachtet sind. Dort werden Reisende mit Zeitungen, Süßigkeiten und Getränken versorgt.

## Betrieb
Der Bahnhof wird seit 2002 von der S-Bahn-Linie S7 der S-Bahn Rhein-Main bedient. Seit dem Fahrplanwechsel 2004/2005 im Dezember 2004 fährt die S7 in einem ungeraden Halbstundentakt (28/32-Minuten-Rhythmus).
Neben den S-Bahnen verkehrt auch ein stündlicher Regional-Express (RE 70) zwischen Frankfurt und Mannheim.
| Linie | Strecke | Takt                                                         |
| ----- | --- | ------------------------------------------------------------ |
| S7    | Riedstadt-Goddelau – Riedstadt-Wolfskehlen – Groß Gerau-Dornheim – Groß Gerau-Dornberg – Mörfelden – Walldorf (Hess) – Zeppelinheim – Frankfurt am Main Stadion – Frankfurt-Niederrad – Frankfurt (Main) Hbf | 21/39 min (Riedstadt–Frankfurt) 30 min (Frankfurt–Riedstadt) |
| RE 70 | Main-Neckar-Ried-Express: Frankfurt (Main) Hbf – Frankfurt-Niederrad – (Frankfurt am Main Stadion – Zeppelinheim –)* Walldorf (Hessen) – Mörfelden – Groß Gerau-Dornberg – (Groß Gerau-Dornheim – Riedstadt-Wolfskehlen –)* Riedstadt-Goddelau – Stockstadt (Rhein) – Biebesheim – Gernsheim – Groß-Rohrheim – Biblis – (Bobstadt –)* Bürstadt – Lampertheim – Mannheim-Waldhof – (Mannheim-Luzenberg – Mannheim-Neckarstadt – Mannheim-Handelshafen –)* Mannheim Hbf * nur einzelne Züge Stand: Fahrplanwechsel Dezember 2021 | 60 min                                                       |